# 弱位相 (極位相)
函数解析学および関連する数学の分野において、弱位相（じゃくいそう、英: weak topology）とは、粗極位相、すなわち、ある双対組上の最小の開集合を伴う位相のことを言う。最も細かい（finest）極位相は、強位相と呼ばれる。
弱位相の下で、有界集合は相対コンパクト集合と一致する。この事実より重要なブルバキ＝アラオグルの定理が導かれる。

## 定義
双対組 {\displaystyle (X,Y,\langle ,\rangle )} が与えられたとき、弱位相 {\displaystyle \sigma (X,Y)} は {\displaystyle X} 上の最も弱い極位相である。したがって
{\displaystyle (X,\sigma (X,Y))'\simeq Y}
が成り立つ。すなわち、{\displaystyle (X,\sigma (X,Y))} の連続双対は、同型を除いて {\displaystyle Y} と等しい。
弱位相は次のように構成される：
{\displaystyle Y} 内のすべての {\displaystyle y} に対し、{\displaystyle X} 上の半ノルム
{\displaystyle p_{y}:X\to \mathbb {R} }
を、次のように定める：
{\displaystyle p_{y}(x):=\vert \langle x,y\rangle \vert \qquad x\in X.}
この半ノルムの族は、{\displaystyle X} 上の局所凸位相を定義する。

## 例
- ノルム線型空間 {\displaystyle X} とその連続双対 {\displaystyle X'} が与えられたとき、{\displaystyle \sigma (X,X')} は {\displaystyle X} 上の弱位相と呼ばれ、{\displaystyle \sigma (X',X)} は {\displaystyle X'} 上の弱スター位相（英語版）と呼ばれる。